# The Stringer
 The Stringer è un film del 1998 diretto da Paweł Pawlikowski.